# تیم ملی بسکتبال لبنان
تیم ملی بسکتبال لبنان،نماینده کشور لبنان در مسابقات بین‌المللی بسکتبال است.

## تاریخچه
اولین باری که بسکتبال در لبنان برگزار شد، در اواسط دهه ۱۹۲۰ در دانشگاه آمریکایی بیروت بود. گابی ارباجی اولین کسی بود که یک زمین بازی بسکتبال را در منطقه طبرسی آماده کرد، جایی که مسابقات اولیه دانشگاه برگزار می‌شد. فدراسیون بسکتبال لبنان به‌طور مشترک بعداً در سال ۱۹۴۹به همراه فدراسیون والیبال لبنان تأسیس شد. این دو فدراسیون در سال ۱۹۵۵ از هم جدا شدند و اولین فدراسیون مستقل بسکتبال لبنان تشکیل شد. فدراسیون بسکتبال لبنان عضو فدراسیون جهانی بسکتبال، آسیایی و غرب آسیا است.